# Lachapelle (Meurthe-et-Moselle)
Lachapelle é uma comuna francesa na região administrativa de Grande Leste, no departamento de Meurthe-et-Moselle. Estende-se por uma área de 10,17 km². Em 2010 a comuna tinha 264 habitantes (densidade: 26 hab./km²).